# Right to Dream Academy
Right to Dream est une académie de football internationale. 
L'académie a commencé en 1999 en formant un petit nombre de garçons à Accra au Ghana et s'est développée en un pensionnat et un centre de formation, propriété du Groupe Mansour depuis 2021.

## Histoire
Right to Dream Academy est fondée en 1999 par Tom Vernon, ancien recruteur en chef de Manchester United sur le territoire africain. L'affaire commence avec un budget limité, l'académie n'étant affilié à aucun club professionnel.
En 2004, l'organisation commence à s'associer à des lycées américains avec internat pour offrir des bourses sportives.
En 2010, elle ouvre un nouvel établissement au sud d'Akosombo, dans la région orientale du Ghana. Depuis 2021, il s'agit d'un internat entièrement financé par des bourses pour les footballeurs prometteurs de toute l'Afrique de l'Ouest.
Bleacher Report l'a classée 15e dans son classement 2013 des académies de jeunes. Un programme de système de jeunesse pour les filles a été introduit en 2013, le premier en Afrique. En 2014, l'académie Right to Dream a lancé le premier programme scolaire Right to Dream à Takoradi. En 2015, Right to Dream a racheté le FC Nordsjaelland.
En 2021, Mansour Group a investi 120 millions de dollars dans un rachat et a annoncé qu'il formait une nouvelle entité, ManSports.
L'académie s'étend aux États-Unis, puis en Égypte en 2022.

## Diplômés
Depuis 1999, l'académie a diplômé 144 étudiants, selon leur site web en 2021.
Depuis 2007, Right to Dream a produit plus de 20 joueurs de football professionnels évoluant en en Europe. Certains diplômés de Right to Dream ont également été appelés dans les équipes nationales du Ghana, U17 et même dans l'équipe nationale senior,. En 2013, Right to Dream comptait plus de 30 diplômés étudiant dans des lycées et des universités aux États-Unis et au Royaume-Uni.
En avril 2014, Fuseina Mumuni, étudiante de Right to Dream, était sélectionnée dans l'équipe U-17 du Ghana lors de la Coupe du monde féminine U-17 de la FIFA au Costa Rica.

## Tournois
Les équipes de Right to Dream participent souvent à des tournois en Europe.

## Programmes
Des bourses d'études sont accordées aux Africains, garçons et filles, pour étudier à l'académie , située sur les rives de la Volta. Tous les deux ans, une vingtaine d'étudiants sont sélectionnés parmi 30 000 candidats et évalués sur leurs capacités athlétiques et leurs résultats scolaires pour étudier et s'entraîner à l'académie grâce à des bourses à 100 %. L'école internationale Right to Dream est un centre accrédité pour l'examen international de Cambridge. L'académie propose également plusieurs programmes d'études locaux et internationaux.
La première école Right to Dream a ouvert ses portes à Takoradi en septembre 2015.

## Joueurs notables
- Abdul Majeed Warris[12]
- Adama Fofana[13]
- Bismar Adjei-Boateng
- David Accam
- Emmanuel Boateng
- Emmanuel Ntim
- Godsway Donyoh
- Kamal Sowah
- Kamaldeen Sulemana
- King Gyan Osei
- Mohammed Kudus
- Yaw Yeboah
- Simon Adingra
- Abu Francis